# Yulon Motor
Yulon Motor  (en chino: 裕隆 汽车, pinyin: Yulong Qìchē) es un fabricante de automóviles de Taiwán y el mayor fabricante de automóviles de Taiwán, a partir de 2010, Yulon es conocido por la construcción de modelos de Nissan bajo la licencia de la marca. La romanización original del nombre de la empresa.. es Yue Loong, pero en 1992 la compañía renovó su logotipo y el nombre cambió a Yulon más corto. Históricamente, es uno de los cuatro grandes fabricantes de automóviles de Taiwán.

## Historia
Fue Incorporada en septiembre de 1953 como una empresa de maquinaria por Ching-Ling Yen, hoy Yulon Motors Co Ltd, forma parte del Grupo de Yulon, un conglomerado taiwanés. La compañía está asociada con la creación de una industria automotriz taiwanesa con la ayuda de su gobierno. Este patrón se realizó de nuevo por Proton de Malasia. Durante 1953-1960 la era de la "protección pasiva", el reinó Yulon creció con la asistencia de los aranceles protectionarios de 40-60%. Piezas y componentes recibieron las tarifas sustancialmente más bajas para ayudar a los fabricantes de automóviles locales.
Yulon se ha esforzado mucho en todo el mundo para encontrar un socio extranjero para la construcción de los coches, pero no fue hasta 1956 que una empresa estadounidense, Willys, acordaron compartir la tecnología. Yulon el próximo año comenzó su larga asociación con Nissan.
Mientras que el primer modelo Yulon fue un jeep 1956, con inicio de producción de motores en septiembre de 1956, el montaje de vehículos de pasajeros sólo se inició en 1960 con el Bluebird tras un acuerdo con Nissan, se firmó en 1957. La construcción de vehículos Nissan y otros coches bajo licencia de la marca, se hizo en 1986 con el primer auto diseñado por Yulon, el Feeling 101. Hasta la introducción de la marca Nissan Cefiro (A32) en 1996, la licencia Nissan estaba siendo marcada Yue Loong (Yulon después de 1992).

### Nissan
Yulon tiene una fuerte relación de cooperación con el fabricante de automóviles japonés que data de 1957. Después de la aprobación en 1985 de la Ley para el Desarrollo (AIDA) en un acto en Taiwán, la industria automotriz aceptó a regañadientes a Yulon Nissan de tomar una participación del 25%. Nissan mantiene su propiedad en Yulon por lo menos hasta 2003 cuando se creó una reestructuración Yulon-Nissan Motor Co. Ltd., una empresa independiente que se centra en complementar a los japoneses en la parte continental de China con las actividades de asistencia en la investigación, diseño y fabricación

### Producción
Con las bases de producción ubicadas en China, Filipinas y Taiwán, Yulon hace bajo licencia de construcción, versiones de los modelos de muchos fabricantes de automóviles ". Las empresas que fabrica en colaboración con Chrysler incluyen, Geely, GM, Mercedes Benz, Mitsubishi y Nissan. Yulon reúne muchos de los autos que hace de golpe completo por equipos.

### Filipinas
En 1999 Yulon compró una propiedad de 75% de la base de producción de Nissan en Santa Rosa, provincia de Laguna.

### China
La inversión inicial para la producción en China de Yulon era comprar un 5% de una base de producción en el sur de China en los años 1990. En el 2000 vino, una mayor inversión en una base de producción en China pero esta vez del 25%. La última adquisición fue probablemente en Fengsheng Motors, filial de Dongfeng Motors.
A partir de 2003, Yulon tenía 25% de la propiedad de la filial dando acceso a las bases de producción en Huadu District, Guangzhou, provincia de Guangdong y Xiangfan, provincia de Hubei.
La compañía ha utilizado su experiencia en diseño e ingeniería para localizar sus manufacturas y satisfacer los gustos taiwaneses.

### Importación
Mientras Yulon continúa fabricando vehículos para la venta en el mercado taiwanés,, ahora también hace las importaciones de Nissan,  Infiniti, y Renault de los modelos a la venta en el mercado de taiwaneses.

## Subsidiarias
Con la intención de mantener la capacidad de capitalizar en el crecimiento de los mercados emergentes, Yulon debutó dos marcas propias, en rápida sucesión, a partir de 2008.

### Luxgen
Artículo principal: Luxgen
La primera marca de automóviles de Taiwán, Luxgen (en chino: 纳 智 捷)., Fue creada por Yulon en 2008. A diferencia de otras operaciones de Yulon, los autos Luxgen son auto-desarrollados, Aunque algunos componentes, como motores, la asistencia requerida de diseño exterior vienen de otros países. A partir de 2010 los productos Luxgen se venden en Taiwán, Oriente Medio y algunos países de América Latina, y planea vender pronto en otros mercados emergentes, también. En 2011, la compañía anunció que invertirá un adicional de NT $500 millones en 18 concesionarios para vender más coches con su marca Luxgen.
El 18 de agosto de 2009, Yulon reveló el primer auto de su marca Luxgen. En el año 2011, planea invertir NT $ 13 mil millones para mejorar su capacidad de fabricación, además de la creación de cuatro nuevos modelos.

### Tobe
Segunda marca de Yulon, Tobe (en chino: 酷 比), fue establecida en 2009. Tobe, a partir de 2010, vende un producto único, una re-badged, rediseñada por Geely Panda llamado M'Car Tobe, en Taiwán y Vietnam. Los planes para entrar en otros mercados emergentes existen.